# Nabia

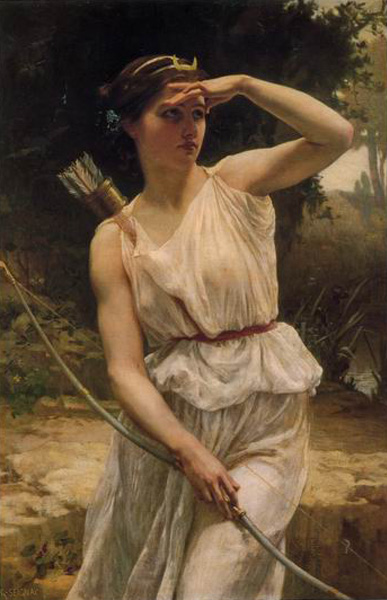
Diana, a deusa romana muitas vezes comparada com Nabia

Nabia (ou Navia) era uma deusa dos povos ibéricos pré-romanos, embora também tenha tido um culto alargado durante a ocupação romana da península.
Nabia foi a destinatária de várias aras votivas e era adorada em muitos lugares da península, por vezes de maneira muito diferente, levando a alguns historiadores a sugerirem que "Nabia" era apenas uma palavra comum para diferentes povos se referirem aos seus deuses (uma teoria questionada por outros). Devido à incerteza da sua natureza, é às vezes interpretada como uma divindade aquática, outras vezes é associada a vales, bosques e montes, e é ainda vista como a deusa da fertilidade, saúde e abundância.

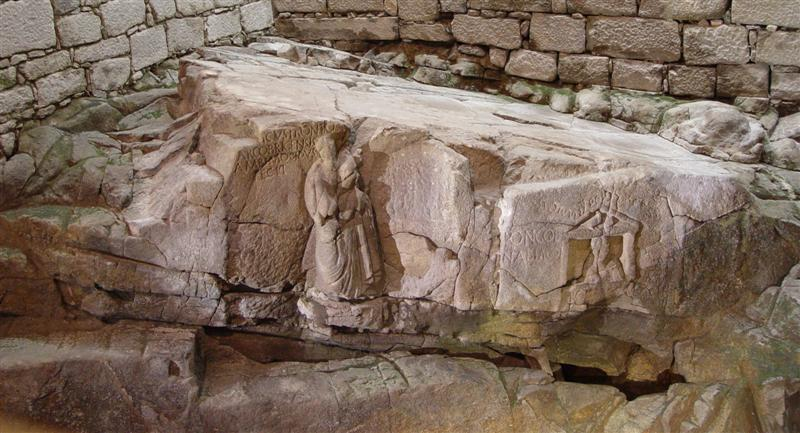
A Fonte do Ídolo, em Braga

O rio Navia, na Galiza, o rio Neiva, perto de Braga (antiga capital da Galécia) e o rio Nabão que passa por Tomar, no centro de Portugal, foram baptizados em sua homenagem. Nabia era especialmente adorada entre os Brácaros, tal como é comprovado pelas inscrições epigráficas em língua céltica da Fonte do Ídolo em Braga (Bracara Augusta) e latina de Marecos (Penafiel).[carece de fontes?]